# Разаканантенаина, Паскаль
Паскаль Разаканантенаина (фр. Pascal Razakanantenaina; родился 19 апреля 1987, Махадзанга, Мадагаскар) — мадагаскарский футболист, защитник реюньонского клуба «Сен-Пьерруаз».

## Клубная карьера
Паскаль родился в городе Махадзанга, Мадагаскар. Начал футбольную карьеру в сейшельском клубе «Сен-Мишель Юнайтед», с которым стал двукратным чемпионом страны и четырёхкратным обладателем кубка страны. Во время выступления за данный клуб пробился в молодёжную и основную сборную страны. В 2009 году перешёл в команду «Авион». Также выступал за французские любительские команды «Кале» и «Аррас». С «Сен-Пьерруазом» стал двукратным чемпионом премьер-лиги Реюньона и двукратным обладателем кубка Реюньона, сенсационно пробился в 1/16 финала кубка Франции 2019/2020. В 2019 стал участником Кубка африканских наций, выходил на поле в пяти матчах турнира.